# نيا كيربي
نيا جيروم كيربي لاعب كرة قدم محترف في الدوري الإنجليزي يلعب كلاعب وسط في نادي كريستال بالاس.